# ときめきメモリアル Only Love
『ときめきメモリアル Only Love』（ときめきメモリアル オンリーラブ）は、テレビ東京ほかで放送されたコナミデジタルエンタテインメント製作のテレビアニメ作品である。同社運営のオンラインゲーム『ときめきメモリアルONLINE』の世界観をベースにしている。
基本的な登場キャラクターは原作に準じるが、友人や担任教師などの決まった名前がなかった汎用NPCにも固有の名前が設定されている。椎名あやめ、愛川桃、東野ゆかりなどのアニメオリジナルキャラクターも登場する。
テレビ東京では2006年10月2日から2007年3月26日まで深夜アニメとして放送。2006年12月25日放送分では視聴率8位タイの記録を残した。

## ストーリー
私立「つむぎの高校」に転校してきた、高校2年生の少年「青葉陸」。転校初日から、つむぎの高校の自由で個性的な校風にペースを乱され、振り回されるのであった。
そんな彼が転校先で出会ったのは、学園一のアイドル「天宮小百合」、運命の出会いに憧れる「春日つかさ」、自分に自信が持てない「弥生水奈」。この作品は、主人公・陸と彼女たち3人の美少女の青春を描いた学園ラブコメディである。

## 登場人物

### メインキャラクター
青葉 陸（あおば りく）
声 - 宮野真守
主人公。高校2年生でA組。16歳
東北の雪深い港町からつむぎの高校に転校してきた。両親（父・声：高橋広樹、母・声：豊口めぐみ）の都合により幼少期を福岡県で、中学時代を北海道で過ごす。その間も全国各地を転々とした。普通に過ごすことを本人は望んだが、生徒会の行事にいつも巻き込まれることになる。つかさと水奈から好意を寄せられている。
これといった特技は無いが、逃げ足はやたらと速い。また、なぜかひよこっこの言葉が理解できる。体育祭では一人で300点を稼ぐ活躍によりクラスに勢いをもたらした。小百合と一緒に仕事ができるという理由で文化祭実行委員になり、雑用を押し付けられてばかりいたこともあったが、2年A組のお化け屋敷企画を成功させることで一躍クラスの人気者になった。しかし、在校一年でまた別の学校へと転校することになった。
最終回で好意を寄せていた小百合(最初は、つかさと付き合っていると誤解されていた）から告白され自身もそれを受け入れたことにより、彼女と恋人同士になる。きらめき高校に転校した後、小百合とは携帯でメールのやり取りをして順調に交際を続けていることがエンディングで描かれている。
漫画版でも彼が主人公を務めており、アニメ版と同じく小百合と結ばれることになる。
椎名 あやめ（しいな あやめ）
声 - 後藤沙緒里
陸のクラスメイト。女子バレー部所属。小百合・優花・さくら・椿と友達グループを形成している。しかし彼女の方が小百合と一緒にいることが多い。別クラスだが同じ部活に所属しているつかさとも仲が良い。小百合が陸に好意を寄せていることに感づいているらしく、あれこれとお節介を焼く。漫画版にも登場している。
『ときめきメモリアルONLINE』とは異なり、恋愛候補生という括りは存在せず、全員登場する。女子はヒロイン扱いとなっている。男子の立場は友人となっており、恋愛展開はない。
天宮 小百合（あまみや さゆり）
声 - 牧島有希
メインヒロインの一人。高校2年生の16歳で、主人公・青葉陸のクラスメイトでクラス委員長。
才色兼備で、面倒見が良く誰にでも優しく、さらには料理の腕前も良いなど、ほぼ完璧に近い女性で、学校のマドンナ的な存在。そのため、アニメ版の舞台であるつむぎの高校の校内に彼女の親衛隊が複数存在している（その規模は100人は下らないという）。
彼女の人気を示すエピソードとして「天宮小百合伝説」というものが数多く残っているらしいが、その大半が誇張や神格化されているものであり、中には完全なるデマもあるらしい。伝説の一部はあやめ・優花たちいわく「天然」ゆえ。若干天然ボケした面があり、自分がもてているという自覚がまるでない。また普段は自制しているが、嫉妬深いという一面もある。
趣味は読書で、1日に数冊は読み、本や図書館をはしごするほど。文化祭では総合演劇部の客演に招かれ、舞台を成功させた。自宅でエルという名前の犬を飼っている。なお最終話で陸に渡すまで、義理を含めてバレンタインチョコを一度も渡したことがなかった。
学校生活を通して自分に優しく接してくれた陸に好意を抱くようになり、最終話で彼に告白し恋人同士になる（陸は最初から小百合に好意を寄せていた）。陸がきらめき高校に転校した後、彼とメール交換をしている。
漫画版で陸と結ばれたのも彼女である。
春日 つかさ（かすが つかさ）
声 - 吉川友佳子
メインヒロインの一人とされ、所属は女子バレー部。高校2年生の16歳。何事にも積極的だが、短直な言動や行動をしやすく空回りすることもあり、運命の出会いを夢みている。
ある日の登校時に陸とぶつかり、これを運命の出会いと思い、以後陸に果敢にアタックする。あやめに陸のことを考えるよう諭されてからは、彼女として認められるようになると決意する。料理の腕前は絶望的で、彼女が作る弁当は食べた人に被害を与えることも多かったが、針縫先生（漫画版では天宮）の指導により上達した（一度退行するも、後に魚が捌けるようになっている）。
最終話では卒業していった裕美より、次期女子バレー部の主将に任命される。
弥生 水奈（やよい みな）
声 - 藤田咲
メインヒロインの一人で、小百合・つかさと異なり高校1年生の15歳。得意種目は背泳ぎ。
自分に自信が無く、寡黙だが、一方で極端な寂しがり屋。陸に図書室の高い棚に収まっていたイルカの本を取ってもらったことがきっかけで、彼に好意を持つ。自身の記録が伸び悩み、陸に精神面でのコーチになってもらったことで、自己ベスト記録を更新することができた。1年生にして決勝戦進出を果たした。イルカが好きで、一人で水族館に行くこともある。夢はイルカと泳ぐこと。
料理はできるが、魚を捌くのが苦手。家庭では味噌仕立ての丸餅の雑煮から、母親は近畿地方の出身らしい表現がされている。
桜井 晴（さくらい はる）
声 - 中尾良平
つむぎの高校の現職生徒会長。生徒会行事のターゲットに陸を指名することが多い。生徒からの支持は高いものの、生徒会長としてはどことなく頼りないことが多く、生徒会や各実行員の仕事を小百合に手伝ってもらうこともしばしばで、小百合からよく問い詰められる。前向きかつお調子者だが、高い行動力と強い使命心を持つ。ただ、後のことを考えずその場凌ぎするため、責任感は若干欠ける。
常に生徒の喜びのためにいろいろと思考し、好奇心で思いついた企画を実施するが、そのたびに陸を振り回している。物語の終盤で、小百合に秘かな好意を寄せていたことが発覚した。
『Girl's Side 3rd Story』に登場する桜井琉夏、琥一兄弟との血縁関係はない。
犬飼 洸也（いぬかい こうや）
声 - 高橋広樹
陸のクラスで左隣の席となる。孤高な不良で、一匹狼的な行動を取ることが多く、つむぎの高校特有のお祭り気質の校風を醒めた目で見ている。絵を描くのが趣味で、誤って破いてしまった風景画を修復したことがきっかけで陸と打ち解ける。最終話では、陸が学校から去ることに対し苛立ちの感情を見せたり、小百合を前にした陸に最後の一押しの言葉を投じたりもした。1年の愛川桃から慕われているが、今のところ彼女のことを気にも留める気配はなし。猫やキタキツネなど小動物になつかれやすい。

### その他の生徒

#### 運動部キャプテン
運動部の部長4名で、「体育会四天王」の異名がある。4人とも高校3年生。
石打 一郎（いしうち いちろう）
声 - 谷山紀章
野球部部長。生徒会主催の転校生歓迎イベントで見せた陸の脚力に目を付け、野球部入部をかけて勝負を持ちかけるが敗れた。
神野 領一（かみの りょういち）
声 - 小西克幸
陸上部部長。生徒会主催の転校生歓迎イベントで見せた陸の脚力に目を付け、陸上部入部をかけて勝負を持ちかけるが敗れた。女子生徒からの人気は高い。
内海 小鮎（うつみ こあゆ）
声 - 松来未祐
水泳部部長。得意種目はバタフライ。インターハイで3連覇達成。生徒会主催の転校生歓迎イベントで見せた陸の脚力に目を付け、水泳部入部をかけて勝負を持ちかけるが、勝負の前にリタイア。胸を見られたり大きいと発言したりすると悲鳴や気絶したりする。魚を大切な物と考えており食べるのは一切しない。また料理にされると嫌がり逃げる。
大珠 裕美（おおたま ひろみ）
声 - 豊口めぐみ
女子バレー部部長。第9話でバレー部奥義「覇王雷撃落とし」なる必殺技を披露。なぜか海でおぼれて意識を失っていた陸に命中し、蘇生させることができた。最終話ではつかさを次期女子バレー部主将に任命して卒業していった。

#### 一般生徒
鈴木 一太（すずき いった）
声 - 勝杏里
陸のクラスメイトで友人。通称イッチー。優介や凶平と一緒に行動することが多い。はじめは優介に加担していたが、優介と凶平が意気投合してから一時調整役になるも、結局は優介に加担して陸を巻き込む。
加山 優介（かやま ゆうすけ）
声 - 吉野裕行
陸のクラスメイトで友人。趣味でつむぎの高校在籍の女子生徒のデータベースを作っている。「天宮小百合伝説」についても詳しい。陸とは生徒の情報を与えたり貰ったりと持ちつ持たれつの仲。その他の趣味は同人誌即売会などのイベント巡り。『Only Love』やその他のコナミ提供アニメの放送時間中に流れる関連商品のCMでは、優介がナレーションを担当し熱弁を振るっているものが存在する。
堂島 凶平（どうじま きょうへい）
声 - 長嶝高士
陸の右隣の席に座る不良。他の生徒たちと同様に小百合を慕っているが、生徒会主催の転校生歓迎イベントで陸（正確にはひよこっこ）に倒された後、陸に小百合を護る役目を勝手に託した。なおひよこっこに倒されて以来、ひよこっこを「黄色い悪魔」と呼び、恐怖心を持っている模様。思い込みが激しく、泣き上戸。
物語後半からは、陸・優介・一太らと共に行動することが多くなる。第14話で陸の援護のため、気を集めて波動を放つという荒技を繰り出した。陸が小百合以外の女子生徒と親しくなる現状に憤りを感じているが、何かと窮地に追い込まれる陸に手助けをしたり、物語終盤では転校することになった彼との別れを惜しむなど、良き友人としての一面もある。
吉野 椿（よしの つばき）
声 - 清水愛
陸のクラスメイト。周りが見えない登場人物が多い中でも常識的な視線を持っており、突飛なことが日常的に起こる学校生活においても常に冷静な意見を持っている。また同時に合理的な面もあるため破綻がない。
藤川 優花（ふじかわ ゆうか）
声 - 矢作紗友里
陸のクラスメイト。小百合の周辺には攻撃的な性格の少女が多いが、彼女は比較的穏健な性格である。周囲に流されながらも、メイド服着用願望など自分の可愛らしさをアピールする方法を模索している。稀に発言が親父くさくなる。あやめ同様、漫画版でも登場しているが、漫画独自の設定になっている。
新条 さくら（しんじょう さくら）
声 - 井口裕香
陸のクラスメイト。水泳部所属。体格の良い生徒が揃う学園においても、特に背が高い。自分は小百合の親友だと思っているが、当人を名前で呼べず「天宮さん」と控えめに呼ぶ、同じ水泳部所属の水奈・小鮎に共通した奥ゆかしさを持つ。

### 教職員

#### 部活動顧問
薬研 粒一（やげん りゅういち）
声 - 岸尾大輔
担当科目は化学。怪しげな薬品や発明品を研究している。
黒十影 操（くろとかげ みさお）
声 - 飛田展男
担当科目は音楽。男性の持つ美しさに目が無い。演劇指導に情熱を注ぐあまり、厳しい先生に見られがち。小百合に演劇の才能を見出し、文化祭で行う総合演劇部の芝居のヒロインに抜擢した。なぜか、女子に対しては特に厳しいとされる。登場話数は第1話・第4話・第7話・第13話 - 第17話・最終話。
針縫 由布子（はりぬい ゆうこ）
声 - 門脇舞
担当科目は家庭科。つかさに弁当や手作りチョコを上手く作る指導をした。お酒が好きだが、飲むと俗に言う絡み酒の性質を現す。
城崎 文彦（きのさき ふみひこ）
声 - 伊丸岡篤
担当科目は国語。調子が悪くなると咳き込むが、第17話で実は健康体であることを保科に暴露された。

#### クラス担任
若竹 遥（わかたけ はるか）
声 - 椎名へきる
担当科目は英語。陸たちが在籍している2年A組の担任。担任としての指導力のなさに悩む。28歳、独身で現在一人暮らし。夜や休みの日はオンラインゲームばかりしている。ビールが好きでよく飲んでいる。
松岡 純也（まつおか じゅんや）
声 - 三戸貴史
担当科目は社会。つかさが在籍している2年B組の担任。遥と同じオンラインゲームをプレイしており、ゲーム内で遥の相談役を務めているが、お互いの正体には気づいていない。

#### その他の教職員
赤星 浩美（あかぼし ひろみ）
声 - 伊丸岡篤
担当科目は体育。生徒に「赤鬼先生」と呼ばれている。
教頭先生
事あるごとに自分の名前を名乗ろうとしたが、ことごとく理事長秘書に阻まれた。
保科 直美（ほしな なおみ）
声 - 浅野真澄
養護教諭。酒が大好きで、事あるたびに遥や由布子たちとよく飲み合う。
理事長秘書
転校してきた陸に本校の説明をしており、教頭のことを蔑ろにしている節が多々見られる。
購買部のおねえさん
購買部外でも神出鬼没で出現し、なぜか忍者のように登場する。極秘ルートで怪しい物も仕入れており、これを校内で密かに売買している。

### その他・ゲスト出演など
ひよこっこ
声 - 門脇舞
本作のマスコット的存在のひよこ。学校一の不良である凶平を一瞬でなぎ倒すほどの力を持っている。
空腹のところを陸からパンを貰い、そのことに恩義に感じたのか、以後、陸の窮地を何度となく助けることから、定期的に陸から餌を貰って持ちつ持たれつの関係を構築している様子。また人間の言葉もある程度理解できるらしく、「ぴよよ、ぺーぺぺ」などと不良っぽい口調で陸とたびたび会話をしている。なお本編では直接の描写はないが、雌であるらしい（第19話・第22話・第24話より）。DVDには音声特典として「ひよこ語トラック」が収録されており、日本語で話すシーンを見ることができる（公式サイトにサンプルあり）。
各回のエンドカードは、ともひよこっこの登場シーンのカットが使用されている。
焼却炉の女神
声 - 井上喜久子
第12話・第16話で登場した不思議な魔法を使う女神様。自称17歳。薬研の作ったゴミ収集ロボットを一瞬にして倒すほどの強さを持つ。頭を打って記憶喪失になったり、文化祭のお化け屋敷に妖怪たちを送り込むなど、謎が多く天然な人。
愛川 桃（あいかわ もも）
声 - 釘宮理恵
第6話・第11話・第17話・第20話・第22話・第24話・最終話（台詞はなし）で登場した1年生の美術部員。拾ったネコを飼っていた公園で不良に絡まれていた所を犬飼に助けられたことがきっかけで、犬飼のことを意識するようになる。また、その際に陸と出会った。水奈とは親友同士で、「もーちゃん」「みーちゃん」と呼び合う仲。クリスマスの学校イベントで犬飼を誘おうとしたが、断られてしまう。アニメオリジナルキャラクター。
東野 ゆかり（ひがしの ゆかり）
声 - 田村ゆかり
第14話で登場した現役人気女性アイドル。福岡県の出身で、陸とは幼馴染同士。時代劇にも出演するほどの演技派（本人談）。本人は「幼い時に陸と結婚の約束をしたほどの仲だ」と言っているが、実際には散々陸のことをいじめていた。今は「恋人はファン」と、プロ意識の高さを見せている。演技の師である黒十影の頼みで、つむぎの高校に転校してきた。見ただけで小百合が陸に好意を寄せていることに気づき、終盤で彼女に「頑張って」とエールを送った。アニメオリジナルキャラクター。
メタルユーキ
声 - メタルユーキ
第17話に登場。つむぎの高校の文化祭イベントに本人役で出演。オンラインゲーム版でも公式イベントなどで登場したが、専用のアバターではなく、一般のプレイヤーと同じパーツで構成されていた。
西田 奈津美（にしだ なつみ）
声 - 西田奈津美
第17話に登場。つむぎの高校の文化祭イベントに本人役で出演。
蹴戸 賢（しょうと けん）
声 - 伊藤健太郎
第18話に登場（TV未放送）。少年サッカーのコーチをしている大学生。アニメオリジナルキャラクター。
爆裂山（ばくれつざん）
声 - 羽佐間道夫
最終話に登場したつむぎの高校の理事長。転校していく陸への生徒会イベントを許可する男気溢れる人物。『ときめきメモリアル2』の爆裂山和美と同姓で、同様に着物姿の大柄な体格だが、関係は不明。ゲーム版では中庭に巨大な銅像が建っているが、キャラクターとしては未登場。
第22話では、ゲーム版との連動でゲーム参加者のアバターをモブキャラクターとしてアニメ本編に登場させる企画が実施された。

## スタッフ
- 原案・製作 - コナミデジタルエンタテインメント
- 監督 - 高本宣弘
- 監修 - メタルユーキ
- シリーズ構成 - 渡辺陽
- キャラクター原案 - ミノ☆タロー
- キャラクターデザイン - 中原清隆
- プロップデザイン - 秋恭摩
- メインアニメーター - 永田正美
- 美術監督 - 前田実
- 色彩設計 - 日比智恵子
- 撮影監督 - 田中浩介
- 編集 - 櫻井崇
- 音楽 - 溝口肇、延近輝之
- 音響監督 - 岩浪美和
- ゼネラルプロデューサー - 橋本祐一
- プロデューサー - 堀尾健一郎、小松茂明、黄樹弐悠
- アニメーションプロデューサー - 吉田昇央
- アニメーション制作 - AIC A.S.T.A.

## 主題歌
オープニングテーマ
「予感」（第1話 - 最終話）
作詞 - 黒須チヒロ / 作曲 - 渡辺拓也 / 編曲 - m-takeshi / 歌 - 牧島有希
エンディングテーマ
「奇跡のかけら」（第1話 - 第16話）
作詞 - 渡邊亜希子 / 作曲 - 小松一也 / 編曲 - 中西亮輔 / 歌 - 牧島有希、吉川友佳子、藤田咲
「秘密」（第17話 - 第25話）
作詞 - 黒須チヒロ / 作曲 - 上原武 / 編曲 - 松井寛 / 歌 - 牧島有希、吉川友佳子、藤田咲

## 各話リスト
| 話数 | サブタイトル                   | 脚本                | 絵コンテ                     | 演出                         | 作画監督                                   | 総作画監督        | 備考                                                                                   |
| ---- | ------------------------------ | ------------------- | ---------------------------- | ---------------------------- | ------------------------------------------ | ----------------- | -------------------------------------------------------------------------------------- |
| 1    | ときめきの出会い               | 渡辺陽              | 高本宣弘                     | 高本宣弘                     | 永田正美                                   | 中原清隆          |                                                                                        |
| 2    | ときめきの運命                 | 渡辺陽              | ワタナベシンイチ             | 石倉賢一                     | 西尾公伯                                   | 中原清隆 永田正美 |                                                                                        |
| 3    | ときめきの放課後               | 渡辺陽              | 中村主水                     | 徳本善信                     | 大河原晴男                                 | 中原清隆          |                                                                                        |
| 4    | ときめきの水面                 | 渡辺陽              | 別所誠人                     | 古川順康                     | 松原豊                                     | 中原清隆          |                                                                                        |
| 5    | ときめきの事故（アクシデント） | 渡辺陽              | 伊藤浩二                     | 伊藤浩二                     | 佐野英敏                                   | 中原清隆          |                                                                                        |
| 6    | ときめきの雨                   | 渡辺陽              | 中村主水                     | 秋田谷典昭                   | 山岸正和                                   | 中原清隆          |                                                                                        |
| 7    | ときめきの告白                 | 渡辺陽              | 斎藤久                       | 斎藤久                       | 滝川和男                                   | 中原清隆          |                                                                                        |
| 8    | ときめきの時                   | やのよしたか        | 久米一成                     | 久米一成                     | 小澤円                                     | 中原清隆 永田正美 |                                                                                        |
| 9    | ときめきの海                   | 渡辺陽              | 永本敬二郎                   | 石倉賢一                     | 西尾公伯                                   | 中原清隆          |                                                                                        |
| 10   | ときめきの夕暮れ               | 渡辺陽              | 中村主水                     | 白石道太                     | 大河原晴男 永田正美                        | 中原清隆          |                                                                                        |
| 11   | ときめきの記憶（メモリー）     | やのよしたか        | 古川順康                     | 古川順康                     | 松原豊                                     | 中原清隆          |                                                                                        |
| 12   | ときめきの夜                   | 渡辺陽              | 伊藤浩二                     | 伊藤浩二                     | 佐野英敏                                   | 中原清隆          |                                                                                        |
| 13   | ときめきの秘密                 | 渡辺陽              | 永本敬二郎                   | 青柳宏宣                     | 西澤真也                                   | 中原清隆          |                                                                                        |
| 14   | ときめきの転校生               | やのよしたか        | 中村主水                     | 長村伸治                     | 渡辺浩二                                   | 中原清隆 永田正美 |                                                                                        |
| 15   | ときめきの現実（うつつ）       | やのよしたか        | 山田次郎                     | 丸山由太                     | 小澤円                                     | 中原清隆          |                                                                                        |
| 16   | ときめきの瞬間                 | 渡辺陽              | 永本敬二郎                   | 五十嵐達矢                   | 川口理恵                                   | 中原清隆          |                                                                                        |
| 17   | ときめきの文化祭               | 渡辺陽              | 古川順康                     | 古川順康                     | 松原豊                                     | 中原清隆          |                                                                                        |
| 18   | ときめきの勇気                 | やのよしたか        | 中村主水                     | いわもとやすお               | 滝川和男                                   | 中原清隆 永田正美 | TV未放送                                                                               |
| 19   | ときめきの修学旅行             | 渡辺陽              | 伊藤浩二                     | 伊藤浩二                     | 佐野英敏                                   | 中原清隆          | TVでは第18話                                                                           |
| 20   | ときめきの伝言（メッセージ）   | やのよしたか        | 永本敬二郎                   | 青柳宏宣                     | 山岸正和                                   | 中原清隆 永田正美 | TVでは第19話                                                                           |
| 21   | ときめきの想い                 | 渡辺陽              | 中村主水                     | 浅見松雄 高田昇弘            | 西澤真也                                   | 中原清隆 永田正美 | TVでは第20話                                                                           |
| 22   | ときめきの聖夜（クリスマス）   | やのよしたか        | 永本敬二郎                   | 築豊太郎                     | 植田洋一                                   | -                 | TVでは第21話                                                                           |
| 23   | ときめきの新年                 | 渡辺陽              | 中村主水                     | 古川順康                     | 川口理恵                                   | -                 | TVでは第22話                                                                           |
| 24   | ときめきの贈り物（プレゼント） | 渡辺陽              | 中村主水                     | 五十嵐達矢                   | 松原豊                                     | -                 | TVでは第23話                                                                           |
| 25   | ときめきの別れ                 | 渡辺陽              | 伊藤浩二                     | 伊藤浩二                     | 佐野英敏 西澤真也 伊藤浩二                 | 中原清隆          | TVでは第24話                                                                           |
| 25.5 | ときめきの選択                 | 渡辺陽 やのよしたか | 伊藤浩二 永本敬二郎 中村主水 | 伊藤浩二 青柳宏宣 五十嵐達矢 | 佐野英敏 山岸正和 松原豊 西澤真也 伊藤浩二 | 中原清隆 永田正美 | 2007年3月25日 東京ビッグサイトにて 東京国際アニメフェア2007 コナミブースでイベント放映 |
| 26   | ときめきの願い                 | 渡辺陽              | 高本宣弘                     | 高本宣弘                     | 中原清隆                                   | -                 | TVでは第25話                                                                           |

※注：TV未放送の第18話「ときめきのサッカーボール（仮）」は、セル版DVDに「ときめきの勇気」として収録。

## 放送局
| 放送地域   | 放送局     | 放送期間                      | 放送日時                                | 放送系列       |
| ---------- | ---------- | ----------------------------- | --------------------------------------- | -------------- |
| 関東広域圏 | テレビ東京 | 2006年10月2日 - 2007年3月26日 | 月曜 25:30 - 26:00                      | テレビ東京系列 |
| 愛知県     | テレビ愛知 | 2006年10月6日 - 2007年3月30日 | 金曜 26:28 - 26:58                      | テレビ東京系列 |
| 大阪府     | テレビ大阪 | 2006年10月6日 - 2007年3月30日 | 金曜 26:30 - 27:00                      | テレビ東京系列 |
| 日本全域   | AT-X       | 2006年10月26日 - 2007年4月9日 | 木曜 10:30 - 11:00 （リピート放送あり） | CS放送         |
| 岐阜県     | 岐阜放送   | 2007年4月7日 - 2007年9月22日  | 土曜 26:30 - 27:00                      | 独立UHF局      |

## 関連商品

### DVD
DVDは全9巻で発売。映像特典として設定画集が、また音声特典としてはひよこ語トラック（第25.5話は除く）および各巻に1話ずつのコメンタリーが収録されている。
1. 2007年1月24日発売。第1話 - 第3話を収録。
2. 2007年2月21日発売。第4話 - 第6話を収録。
3. 2007年3月21日発売。第7話 - 第9話を収録。
4. 2007年4月25日発売。第10話 - 第12話を収録。
5. 2007年5月23日発売。第13話 - 第15話を収録。
6. 2007年6月21日発売。第16話 - 第17話・第19話を収録。
7. 2007年7月25日発売。第20話 - 第22話を収録。
8. 2007年8月22日発売。第23話 - 第25話を収録。
9. 2007年9月21日発売。第26話を収録。特典としてテレビ未放送の第18話・第25.5話およびノンクレジットOP、EDを収録。

### CD
詳細はときめきメモリアル Only Love サウンドアルバムを参照のこと。

## その他の媒体による展開

### ラジオ
ビクターエンタテインメントのインターネットラジオ・WEBラジにおいて、『ときメモ・ステーション〜どきどきメモリアル』のタイトルで全6回配信（プレ放送含めると7回配信）された。放送内容は、テレビアニメ本編に声をあてた女性声優をゲストに迎えてのフリートークから始まり、各コーナーなどのDJコーナーがメイン。外伝ドラマ『ときめきの雪』も放送された。ドラマパートは、未放送エピソードと宮野真守による陸のイメージソングを加えた上でビクターエンタテインメントからCDとして発売された。
出演者
- メインパーソナリティ：宮野真守（青葉陸役）
- 第1回ゲスト：牧島有希（天宮小百合役）
- 第2回ゲスト：吉川友佳子（春日つかさ役）
- 第3回ゲスト：藤田咲（弥生水奈役）
- 第4回ゲスト：椎名へきる（若竹遥役）
- 第5回ゲスト：門脇舞以（ひよこっこ、針縫由布子役）
- 第6回（最終回）ゲスト：第1回 - 第3回に出演したゲスト3人

コーナー
- ときめも基礎講座（プレ放送のみ） - 『ときめきメモリアル Only Love』についての説明。
- ときめきメモ（第1回 - 第5回） - 番組に訪れたゲストに質問をし、それに対しゲストが即座に答えるコーナー。ゲストの内面が分かるコーナーである。また、ゲストがテレビアニメ本編での役になり切ってファンに贈るメッセージもある。
- 不幸の目安箱（第1回 - 第5回） - 青葉陸に対する苦情をリスナーから募集し、それらの苦情に対し宮野演じる青葉陸が答えるコーナー。
- 学園のお約束（プレ放送、第1回 - 第5回） - 学園アニメお約束のネタをリスナーから募集し、番組出演者が即興でコントを行うコーナー。番組に訪れたゲストを半強制的に即興コントに参加させる。宮野の妄想にゲストが躊躇する場面もある。
- webラジボイスシアター：外伝ドラマ『ときめきの雪』（第1回 - 第6回） - テレビアニメ本編とは異なる展開のストーリーを放送。
- 宮野真守のひとことメモ（第1回 - 第6回） - 番組終了時に、宮野が番組に訪れたゲストを一言で例える。最終回である第6回では、ラジオに対する一言を贈った。

### ゲーム
原作である『ときめきメモリアルONLINE』とは別に、テレビアニメ本編の設定をベースとした携帯電話向けJavaアプリケーションゲーム『ときめきメモリアル Only Love 〜ときめきのパートナー〜』がコナミデジタルエンタテインメントよりリリースされている。2007年7月現在、iモード・EZweb・Yahoo!ケータイ向けに配信されている。
マルチエンディング方式のテキストアドベンチャーゲームで、一部アクション要素もある。プレイヤーは青葉陸となり、天宮小百合・春日つかさ・弥生水奈のいずれかと体育祭で行われる二人三脚のコンビを組むために様々な試練に挑む。ゲームの進め方によっては、テレビアニメ本編で登場したシーンが再現される。

### 小説
テレビアニメ本編のパラレルストーリーとして、コナミデジタルエンタテインメントより小説が一冊発刊された。
また、この小説は携帯電話用のモバイルコンテンツ「週刊コナミ」でも読むことができる（前・後編に分割）。

### コミック
メディアワークス発行の漫画誌『月刊電撃コミックガオ!』（画・長谷見亮）にて、テレビアニメ本編に準拠したストーリーのアニメ公式コミックを連載していた。
また、携帯電話用のモバイルコンテンツ「週刊コナミ」でも公式コミックが掲載されていた。2008年2月現在、バックナンバーを読むことができる。